# Меррік (Нью-Йорк)
Меррік (англ. Merrick) — переписна місцевість (CDP) в США, в окрузі Нассау штату Нью-Йорк. Населення — 22 040 осіб (2020).

## Географія
Меррік розташований за координатами 40°39′6″ пн. ш. 73°33′7″ зх. д. / 40.65167° пн. ш. 73.55194° зх. д. (40.651637, -73.551927).  За даними Бюро перепису населення США в 2010 році переписна місцевість мала площу 13,35 км², з яких 10,41 км² — суходіл та 2,94 км² — водойми.

## Демографія
Згідно з переписом 2010 року, у переписній місцевості мешкало 22 097 осіб у 7448 домогосподарствах у складі 6300 родин. Густота населення становила 1656 осіб/км².  Було 7622 помешкання (571/км²).
Расовий склад населення:
| - 93,4 % — білих - 2,8 % — азіатів - 1,2 % — чорних або афроамериканців - 0,1 % — корінних американців - 1,3 % — осіб інших рас |

До двох чи більше рас належало 1,2 %. Частка іспаномовних становила 5,9 % від усіх жителів.
За віковим діапазоном населення розподілялося таким чином: 24,9 % — особи молодші 18 років, 61,7 % — особи у віці 18—64 років, 13,4 % — особи у віці 65 років та старші. Медіана віку мешканця становила 43,3 року. На 100 осіб жіночої статі у переписній місцевості припадало 93,3 чоловіків;  на 100 жінок у віці від 18 років та старших — 91,1 чоловіків також старших 18 років.
Середній дохід на одне домашнє господарство  становив 160 729 доларів США (медіана — 132 225), а середній дохід на одну сім'ю — 173 781 долар (медіана — 144 600). Медіана доходів становила 95 864 долари для чоловіків та 66 506 доларів для жінок. За межею бідності перебувало 3,3 % осіб, у тому числі 3,2 % дітей у віці до 18 років та 4,3 % осіб у віці 65 років та старших.
Цивільне працевлаштоване населення становило 10 503 особи. Основні галузі зайнятості: освіта, охорона здоров'я та соціальна допомога — 28,5 %, науковці, спеціалісти, менеджери — 15,4 %, роздрібна торгівля — 11,0 %, фінанси, страхування та нерухомість — 9,7 %.